# Jacobus Andreas Reijnhoudt
Jacobus Andreas (Jack) Reijnhoudt (Dordrecht, 24 februari 1913 - Emmeloord, 3 december 1995) was een Nederlands componist, muziekpedagoog en dirigent. 

## Levensloop
Reijnhoudt studeerde aan het Koninklijk Conservatorium te Den Haag, onder andere HaFa-directie en compositie. Van 1 mei 1949 tot 1971 was hij kapelmeester van het Trompetterkorps der Cavalerie. Het Trompetterkorps heeft zich onder zijn leiding in de loop der jaren een grote bekendheid verworven. Het trad meerdere malen met succes in het buitenland op onder andere in Parijs, Vichy, Charleroi, Hannover, Celle, Bad Harzburg en Bremerhaven. 
Later was hij docent aan het muziekcentrum te Amersfoort.

## Composities

### Werken voor harmonie- en fanfareorkest
- 1952 Promenade à Cheval, karakterstuk
- 1964 Fuga
- 1966 Hollandse Serenade
- 1966 Hoogland Suite
- 1976 Miniaturen Suite
- De Stad Amersfoort, mars
- Defileermars der Koninklijke Marechaussee
- Het lied der BB, marslied voor mannenkoor en harmonieorkest - tekst: J. Küppers
- Mars van het Regiment Huzaren van Boreel
- Mars van het Regiment Huzaren van Sytzama

### Werken voor tamboerkorpsen
- Ka Ha Mars
- Karin
- La Jeunesse